# Serie B 2014-2015 (hockey su ghiaccio)
La Serie B 2014-2015 è stata organizzata dalla Federazione Italiana Sport del Ghiaccio e dalla Italian Ice Hockey Association. A seguito della soppressione della Seconda Divisione/A2, il campionato di serie B diventò da quest'anno seconda divisione del campionato italiano di hockey su ghiaccio.

## Formazioni
A differenza della stagione precedente, le squadre iscritte scesero da 12 ad 11: vi parteciparono la quasi totalità delle squadre precedentemente iscritte in Serie B (che l'anno precedente fu però terzo livello del campionato), con tuttavia Bolzano (sponda Junior, che si iscriverà nel campionato U20), Trento e Val di Sole che persero le loro squadre, sostituite da Merano (che non si iscrisse come le altre compagini che militarono in Seconda Divisione nella Serie A, per problemi finanziari) e la rappresentativa under-20 del Val Pusteria (che preferì quindi iscriversi in serie B anziché nel campionato di categoria). Un'altra squadra, il Laives, sul principio sembrava dovesse iscriversi al campionato, cosa che però poi non avvenne.
| Squadre in Serie B nella stagione 2014-2015 | Squadre in Serie B nella stagione 2014-2015 | Squadre in Serie B nella stagione 2014-2015 | Squadre in Serie B nella stagione 2014-2015 | Squadre in Serie B nella stagione 2014-2015 | Squadre in Serie B nella stagione 2014-2015 | Alleghe Merano Old Weasels Chiavenna Como Feltreghiaccio Ora Frogs Pergine Varese Val Venosta Pustertal Junior |
| Club                                        | Regione                                     | Città                                       | Abitanti                                    | Arena                                       | Capacità                                    | Alleghe Merano Old Weasels Chiavenna Como Feltreghiaccio Ora Frogs Pergine Varese Val Venosta Pustertal Junior |
| ------------------------------------------- | ------------------------------------------- | ------------------------------------------- | ------------------------------------------- | ------------------------------------------- | ------------------------------------------- | --- |
| Alleghe Hockey                              | Veneto                                      | Alleghe (BL)                                | 1.237                                       | Stadio Alvise De Toni                       | 2.500                                       | Alleghe Merano Old Weasels Chiavenna Como Feltreghiaccio Ora Frogs Pergine Varese Val Venosta Pustertal Junior |
| Feltreghiaccio                              | Veneto                                      | Feltre (BL)                                 | 20.652                                      | Palaghiaccio Feltre                         | 6.000                                       | Alleghe Merano Old Weasels Chiavenna Como Feltreghiaccio Ora Frogs Pergine Varese Val Venosta Pustertal Junior |
| HC Chiavenna                                | Lombardia                                   | Chiavenna (SO)                              | 7.353                                       | Palaghiaccio di Chiavenna                   | 450                                         | Alleghe Merano Old Weasels Chiavenna Como Feltreghiaccio Ora Frogs Pergine Varese Val Venosta Pustertal Junior |
| Hockey Como                                 | Lombardia                                   | Como                                        | 84.636                                      | Palaghiaccio Casate                         | 2.500                                       | Alleghe Merano Old Weasels Chiavenna Como Feltreghiaccio Ora Frogs Pergine Varese Val Venosta Pustertal Junior |
| HC Varese                                   | Lombardia                                   | Varese                                      | 80.816                                      | PalAlbani                                   | 1.200                                       | Alleghe Merano Old Weasels Chiavenna Como Feltreghiaccio Ora Frogs Pergine Varese Val Venosta Pustertal Junior |
| Aurora Frogs                                | Trentino-Alto Adige                         | Ora (BZ)                                    | 3.537                                       | Eisplatz Schwarzenbach                      | 500                                         | Alleghe Merano Old Weasels Chiavenna Como Feltreghiaccio Ora Frogs Pergine Varese Val Venosta Pustertal Junior |
| Hockey Pergine                              | Trentino-Alto Adige                         | Pergine Valsugana (TN)                      | 21.122                                      | Stadio del ghiaccio di Pergine              | 2.500                                       | Alleghe Merano Old Weasels Chiavenna Como Feltreghiaccio Ora Frogs Pergine Varese Val Venosta Pustertal Junior |
| HC Merano J                                 | Trentino-Alto Adige                         | Merano (BZ)                                 | 39.355                                      | MeranArena                                  | 3.000                                       | Alleghe Merano Old Weasels Chiavenna Como Feltreghiaccio Ora Frogs Pergine Varese Val Venosta Pustertal Junior |
| Old Weasels Bozen                           | Trentino-Alto Adige                         | Bolzano                                     | 106.179                                     | Pista da ghiaccio Sill                      | 2.500                                       | Alleghe Merano Old Weasels Chiavenna Como Feltreghiaccio Ora Frogs Pergine Varese Val Venosta Pustertal Junior |
| HC Pustertal Junior                         | Trentino-Alto Adige                         | Brunico (BZ)                                | 16.050                                      | Leitner Solar Arena                         | 2.050                                       | Alleghe Merano Old Weasels Chiavenna Como Feltreghiaccio Ora Frogs Pergine Varese Val Venosta Pustertal Junior |
| HC Val Venosta                              | Trentino-Alto Adige                         | Laces (BZ)                                  | 5.180                                       | Palaghiaccio Laces/Latsch                   | 400                                         | Alleghe Merano Old Weasels Chiavenna Como Feltreghiaccio Ora Frogs Pergine Varese Val Venosta Pustertal Junior |

## Formula
Il campionato ha inizio il 28 settembre. Il calendario prevede un girone all'italiana con gare di andata e ritorno, per un totale di 20 partite giocate nell'arco di 22 giornate, con due giornate di riposo per ciascuna formazione. Le prime otto classificate accedono ai playoff, con la serie dei quarti al meglio delle tre gare, mentre le semifinali e la finale furono portate al meglio delle cinque sfide.
A differenza delle stagioni precedenti furono aboliti i pareggi nel corso della stagione regolare. In caso di parità sono previsti cinque minuti di overtime e se necessario i tiri di rigore. Nel corso del campionato vengono assegnati tre punti per ciascuna vittoria, due punti per una vittoria dopo l'overtime o i rigori, un punto per una sconfitta dopo l'overtime o i rigori e zero in caso di sconfitta entro i sessanta minuti.

## Stagione regolare

### Calendario
27 settembre 2014 - 15 febbraio 2015
| 1ª           | giornata             | 12ª          |
| 27 set. 2014 |                      | 13 dic. 2014 |
| 6-2          | Como-Feltre          | 6-5          |
| 5-3          | Merano-Alleghe       | 6-7          |
| 5-3          | Old Weasels-Ora      | 4-0          |
| 2-0          | Val Pusteria-Pergine | 1-6          |
| 5-3          | Varese-Chiavenna     | 2-5          |

| 4ª           | giornata             | 15ª         |
| 18 ott. 2014 |                      | 4 gen. 2015 |
| 6-3          | Alleghe-Val Pusteria | 4-2         |
| 2-5          | Feltre-Pergine       | 2-4         |
| 1-0          | Old Weasels-Como     | 1-0         |
| 5-4 dts      | Ora-Varese           | 7-4         |
| 5-4 dr       | Val Venosta-Merano   | 1-3         |

| 7ª          | giornata                 | 18ª          |
| 9 nov. 2014 |                          | 17 gen. 2015 |
| 9-2         | Alleghe-Feltre           | 7-3          |
| 3-4         | Chiavenna-Ora            | 3-7          |
| 3-2 dr      | Pergine-Old Weasels      | 1-5          |
| 6-2         | Val Pusteria-Val Venosta | 1-5          |
| 4-6         | Varese-Como              | 2-3          |

| 10ª          | giornata            | 21ª         |
| 29 nov. 2014 |                     | 7 feb. 2015 |
| 3-2 dts      | Como-Chiavenna      | 5-0         |
| 5-1          | Merano-Val Pusteria | 6-0         |
| 5-2          | Old Weasels-Alleghe | 2-1         |
| 8-2          | Val Venosta-Feltre  | 6-5         |
| 2-3          | Varese-Pergine      | 4-10        |

| 2ª          | giornata                | 13ª          |
| 4 ott. 2014 |                         | 21 dic. 2014 |
| 6-0         | Alleghe-Varese          | 6-1          |
| 0-2         | Chiavenna-Pergine       | 3-2 dr       |
| 0-13        | Feltre-Merano           | 0-8          |
| 3-4         | Ora-Como                | 4-3          |
| 1-2         | Val Venosta-Old Weasels | 4-6          |

| 5ª           | giornata            | 16ª         |
| 26 ott. 2014 |                     | 6 gen. 2015 |
| 3-5          | Chiavenna-Alleghe   | 2-4         |
| 3-2          | Merano-Old Weasels  | 2-0         |
| 3-2 dr       | Pergine-Ora         | 2-3         |
| 2-1          | Val Pusteria-Feltre | 2-5         |
| 4-3          | Varese-Val Venosta  | 2-5         |

| 8ª           | giornata                 | 19ª          |
| 16 nov. 2014 |                          | 25 gen. 2015 |
| 2-3 dr       | Como-Pergine             | 5-7          |
| 8-1          | Old Weasels-Val Pusteria | 1-2 dr       |
| 7-0          | Ora-Alleghe              | 1-3          |
| 6-5          | Val Venosta-Chiavenna    | 6-2          |
| 1-5          | Varese-Merano            | 1-7          |

| 11ª         | giornata            | 22ª          |
| 6 dic. 2014 |                     | 15 feb. 2015 |
| 5-3         | Alleghe-Como        | 2-4          |
| 3-6         | Chiavenna-Merano    | 2-9          |
| 1-4         | Feltre-Old Weasels  | 1-9          |
| 4-1         | Ora-Val Venosta     | 8-1          |
| 7-1         | Val Pusteria-Varese | 4-1          |

| 3ª           | giornata               | 14ª          |
| 12 ott. 2014 |                        | 27 dic. 2014 |
| 4-2          | Como-Val Venosta       | 4-1          |
| 4-1          | Merano-Ora             | 5-2          |
| 1-5          | Pergine-Alleghe        | 2-3          |
| 6-3          | Varese-Feltre          | 6-4          |
| 4-3          | Val Pusteria-Chiavenna | 3-1          |

| 6ª          | giornata            | 17ª          |
| 1 nov. 2014 |                     | 10 gen. 2015 |
| 2-7         | Como-Merano         | 0-5          |
| 3-2 dr      | Feltre-Chiavenna    | 2-1          |
| 5-2         | Old Weasels-Varese  | 3-1          |
| 3-4 dr      | Ora-Val Pusteria    | 5-2          |
| 4-6         | Val Venosta-Pergine | 1-5          |

| 9ª           | giornata              | 20ª          |
| 22 nov. 2014 |                       | 31 gen. 2015 |
| 3-4          | Alleghe-Val Venosta   | 7-1          |
| 1-3          | Chiavenna-Old Weasels | 0-2          |
| 0-10         | Feltre-Ora            | 0-10         |
| 0-2          | Pergine-Merano        | 4-3          |
| 2-3          | Val Pusteria-Como     | 5-6 dts      |

### Classifica
| Pos. | Squadra             | Pt | G  | V  | VOT | POT | P  | GF  | GS  | DR  |
| ---- | ------------------- | -- | -- | -- | --- | --- | -- | --- | --- | --- |
| 1.   | Merano Junior       | 52 | 20 | 17 | 0   | 1   | 2  | 108 | 35  | +73 |
| 2.   | Old Weasels         | 50 | 20 | 16 | 0   | 2   | 2  | 70  | 29  | +41 |
| 3.   | Alleghe             | 42 | 20 | 14 | 0   | 0   | 6  | 88  | 57  | +31 |
| 4.   | Aurora Frogs        | 37 | 20 | 11 | 1   | 2   | 6  | 89  | 55  | +34 |
| 5.   | Pergine             | 37 | 20 | 10 | 3   | 1   | 6  | 69  | 53  | +16 |
| 6.   | Como                | 35 | 20 | 10 | 2   | 1   | 7  | 69  | 63  | +6  |
| 7.   | Val Pusteria Junior | 26 | 20 | 7  | 2   | 1   | 10 | 54  | 72  | -18 |
| 8.   | Val Venosta         | 23 | 20 | 7  | 1   | 0   | 12 | 67  | 83  | -16 |
| 9.   | Varese              | 13 | 20 | 4  | 0   | 1   | 15 | 53  | 100 | -47 |
| 10.  | Feltreghiaccio      | 8  | 20 | 2  | 1   | 0   | 17 | 43  | 124 | -81 |
| 11.  | Chiavenna           | 7  | 20 | 1  | 1   | 2   | 16 | 44  | 83  | -39 |

Legenda:

      Ammesse ai playoff
Note:

Tre punti a vittoria, due punti a vittoria dopo overtime o rigori, un punto a sconfitta dopo overtime o rigori, zero a sconfitta.

## Playoff

### Tabellone
- Incontri ai quarti al meglio delle tre gare: si qualifica la squadra che vince due incontri; al meglio delle cinque gare in semifinale ed in finale.
- La squadra con il miglior piazzamento in classifica disputa il primo ed il terzo (ed eventuale quinto) incontro in casa.

|  | Quarti di finale | Quarti di finale    | Quarti di finale | Quarti di finale | Quarti di finale |    |                     | Semifinali   | Semifinali | Semifinali | Semifinali | Semifinali | Semifinali | Semifinali |  |  | Finali | Finali       | Finali | Finali | Finali | Finali | Finali |
|  |                  |                     |                  |                  |                  |    |                     |              |            |            |            |            |            |            |  |  |        |              |        |        |        |        |        |
|  | 1                | Merano Junior       | 4                | 5                |                  |    |                     |              |            |            |            |            |            |            |  |  |        |              |        |        |        |        |        |
|  | 8                | Val Venosta         | 0                | 1                |                  |    |                     |              |            |            |            |            |            |            |  |  |        |              |        |        |        |        |        |
|  | 8                | Val Venosta         | 0                | 1                |                  | 1  | Merano Junior       | 3            | 5          | 1          | 2          |            |            |            |  |  |        |              |        |        |        |        |        |
|  |                  |                     |                  |                  |                  | 1  | Merano Junior       | 3            | 5          | 1          | 2          |            |            |            |  |  |        |              |        |        |        |        |        |
|  |                  | 4                   | Aurora Frogs     | 4‡               | 2                | 2  | 3                   |              |            |            |            |            |            |            |  |  |        |              |        |        |        |        |        |
|  | 4                | 4                   | Aurora Frogs     | 4‡               | 2                | 2  | 3                   | Aurora Frogs | 3          | 3          | 5‡         |            |            |            |  |  |        |              |        |        |        |        |        |
|  | 4                |                     |                  |                  |                  |    |                     | Aurora Frogs | 3          | 3          | 5‡         |            |            |            |  |  |        |              |        |        |        |        |        |
|  | 5                | Pergine             | 2                | 5                | 4                |    |                     |              |            |            |            |            |            |            |  |  |        |              |        |        |        |        |        |
|  |                  |                     |                  |                  |                  |    |                     |              |            |            |            |            |            |            |  |  | 4      | Aurora Frogs | 1      | 3      | 4      |        |        |
|  |                  |                     | 3                | Alleghe          | 6                | 4‡ | 7                   |              |            |            |            |            |            |            |  |  |        |              |        |        |        |        |        |
|  | 2                | Old Weasels         | 0                | 2                |                  |    |                     |              |            |            |            |            |            |            |  |  |        |              |        |        |        |        |        |
|  | 7                | Val Pusteria Junior | 1                | 3‡               |                  |    |                     |              |            |            |            |            |            |            |  |  |        |              |        |        |        |        |        |
|  | 7                | Val Pusteria Junior | 1                | 3‡               |                  | 7  | Val Pusteria Junior | 1            | 1          | 1          |            |            |            |            |  |  |        |              |        |        |        |        |        |
|  |                  |                     |                  |                  |                  | 7  | Val Pusteria Junior | 1            | 1          | 1          |            |            |            |            |  |  |        |              |        |        |        |        |        |
|  |                  | 3                   | Alleghe          | 4                | 5                | 5  |                     |              |            |            |            |            |            |            |  |  |        |              |        |        |        |        |        |
|  | 3                | 3                   | Alleghe          | 4                | 5                | 5  | Alleghe             | 7            | 3          |            |            |            |            |            |  |  |        |              |        |        |        |        |        |
|  | 3                |                     |                  |                  |                  |    | Alleghe             | 7            | 3          |            |            |            |            |            |  |  |        |              |        |        |        |        |        |
|  | 6                | Como                | 2                | 2                |                  |    |                     |              |            |            |            |            |            |            |  |  |        |              |        |        |        |        |        |

†: partita terminata ai tempi supplementari; ‡: partita terminata ai tiri di rigore

### Quarti di finale
- Date: 18 febbraio, 21 febbraio, 24 febbraio 2015

| Squadra 1     | Totale | Squadra 2           | Gara 1 | Gara 2   | Gara 3   |
| ------------- | ------ | ------------------- | ------ | -------- | -------- |
| Merano Junior | 2 - 0  | Val Venosta         | 4 - 0  | 5 - 1    | -        |
| Old Weasels   | 0 - 2  | Val Pusteria Junior | 0 - 1  | 2 - 3 dr | -        |
| Alleghe       | 2 - 0  | Como                | 7 - 2  | 3 - 2    | -        |
| Aurora Frogs  | 2 - 1  | Pergine             | 3 - 2  | 3 - 5    | 5 - 4 dr |

### Semifinali
- Date: 28 febbraio, 3 marzo, 4 marzo, 7 marzo, 11 marzo 2015

| Squadra 1     | Totale | Squadra 2           | Gara 1   | Gara 2 | Gara 3 | Gara 4 | Gara 5 |
| ------------- | ------ | ------------------- | -------- | ------ | ------ | ------ | ------ |
| Merano Junior | 1 - 3  | Aurora Frogs        | 3 - 4 dr | 5 - 2  | 1 - 2  | 2 - 3  | -      |
| Alleghe       | 3 - 0  | Val Pusteria Junior | 4 - 1    | 5 - 1  | 5 - 1  | -      | -      |

### Finale
- Date: 21 marzo, 26 marzo, 28 marzo 2015

| Squadra 1 | Totale | Squadra 2    | Gara 1 | Gara 2   | Gara 3 | Gara 4 | Gara 5 |
| --------- | ------ | ------------ | ------ | -------- | ------ | ------ | ------ |
| Alleghe   | 3 - 0  | Aurora Frogs | 6 - 1  | 4 - 3 dr | 7 - 4  | -      | -      |

## Classifica finale
| Pos. | Squadra             |
| ---- | ------------------- |
| 1    | Alleghe             |
| 2    | Aurora Frogs        |
| 3    | Merano Junior       |
| 4    | Val Pusteria Junior |
| 5    | Old Weasels         |
| 6    | Pergine             |
| 7    | Como                |
| 8    | Val Venosta         |
| 9    | Varese              |
| 10   | Feltreghiaccio      |
| 11   | Chiavenna           |

## Verdetti
- Campione di Serie B: Alleghe Hockey (4º titolo)

| Campioni Serie B 2014-2015 Alleghe Hockey | Portieri: Gabriele Manfroi, Davide Fontanive Difensori: Diego Soppera, Luca De Toni, Jacopo De Toni, Marco Marzolini, Damiano Casagranda, Moreno Cadorin, Mirko Da Pian, Igor Moretti Attaccanti: Jari Monferone, Loris De Val, Davide Testori, Alberto Fontanive, Manuel De Toni, Erwin Martini, Cesare Sottsas, Giovanni Benvegnú, Claudio Scopelliti, Marco Lorenzini, Fulvio Romano, Alan Davare, Michele Marchetti, Matteo Dantone, Diego Fontanive, Simone Luciani, Manuel Nicolao Staff Tecnico: Alessandro Fontana (Allenatore) |